# Cagli
Cagli és una ciutat de les Marques a Itàlia, província de Pesaro i Urbino amb uns 10.000 habitants.
Ciutat probablement dels sabins i després dels umbres va esdevenir municipi romà amb el nom de Cales o Calles. Al segle v va passar als ostrogots que la van perdre davant els romans d'Orient el 554, però el 571 la van ocupar els llombards. El segle vii fou seu episcopal. El 774 fou part del dominis entregats per Pipí al papa. Al segle xiii es va constituir el comú, però la ciutat fou ocupada pel gibel·lí Trasmondo Brancaleoni el 1287 i fou destruïda. El 1289 el Papa Nicolau IV la va fer reedificar i li va donar el nom de Sant'Angelo Papale però el nom de Cagli va prevaldre. La ciutat va prosperar i es va enfrontar amb èxit a la veïna Gubbio i als Montefeltro (Frederic I Montefeltro la va dominar del 1317 al 1319) fins que aquestos van sotmetre Cagli el 1352 i encara que Siginolf I Montefeltro la va perdre el 1354 davant les forces pontifícies del cardenal Albornoz, el 1355 li fou reconegut el vicariat perpetu; des de llavors, tot i les diverses alternatives dels anys 1359 a 1376 en què van perdre altres territoris, van conservar Cagli com a vicaris pontificis, càrrec en el qual foren ratificats els successius senyors en els anys següents, i amb ells va passar al comtat de Montefeltro i després al ducat d'Urbino que el 1508 fou heretat per la família della Rovere. Extinta la família el 1631 va passar al papa que la va conservar fins al 1860 amb l'excepció del període napoleònic.